# Lorentz Creutz
Lorentz Creutz (Dorpat, 1615 – Litoral de Öland, 1 de junho de 1676), também chamado de Lorentz Creutz, o Velho, foi um nobre e servidor público sueco que foi nomeado como o comandante da Marinha Sueca no início da Guerra da Escânia.

## Biografia
Creutz era filho de Ernst Larsson Creutz e Catharina Hess von Wichdorff, tendo iniciado seus estudos em 1632 na recém-fundada Universidaed de Dorpat. Quando jovem trabalhou no Conselho de Minas e mostrou ser um administrador competente, ocupando vários cargos de governador. Em 1639 se casou com a baronesa Elsa Duwall, com quem teve quinze filhos. Foi nomeado para diversas comissões que tinham a função de investigar más condutas pelo reino, com a mais famosa sendo uma para investigar supostas práticas de bruxaria em Dalarna em 1669. Esta terminou com 23 pessoas sendo condenadas à morte.
Ele também se envolveu em política, servindo no Parlamento em 1644, 1649, 1650 e 1654 como representante da terceira classe. Foi elevado à barão pela rainha Cristina pouco antes desta abdicar em 1654, tornando-se assim um membro da mais alta classe social sueca. Creutz dedicou grande atenção para questões voltadas para a Finlândia, especialmente sobre administração econômica e militar da região. Durante estes anos gozou de boas relações com os reis Carlos X Gustavo e Carlos XI.
A Guerra da Escânia começou em 1675 e a Marinha Sueca enfrentou diversos reveses, assim Carlos XI removeu o almirante Gustaf Stenbock do comando e nomeou Creutz no seu lugar, mesmo com este não tendo experiência em questões militares. Ele recebeu ordens de enfrentar e derrotar as forças dinamarquesas e neerlandesas no Mar Báltico. A frota sueca enfrentou os inimigos em 1º de julho de 1676 na Batalha de Öland, porém Creutz ordenou uma virada fora de hora e isso resultou no naufrágio de sua capitânia, o Kronan. Mais de oitocentas pessoas morreram no naufrágio, incluindo o próprio Creutz; seu corpo foi encontrado e enterrado na Finlândia. A Suécia perdeu a batalha e o Báltico ficou sob controle dano-neerlandês pelo restante do conflito.